# DST-ICTP-IMU Ramanujan Prize
Der DST-ICTP-IMU Ramanujan Prize (offizielle Bezeichnung: Ramanujan Prize for Young Mathematicians from Developing Countries) ist ein Mathematikpreis, der seit 2005 vom International Centre for Theoretical Physics (ICTP) in Triest, Italien, im Gedenken an den indischen Autodidakten S. Ramanujan verliehen wird, seit 2021 zusätzlich vom Department of Science and Technology (DST) des indischen Staates und International Mathematical Union (IMU).
Der Preis ist mit 15.000 US-Dollar dotiert ist. Unterstützt wurde die jeweils auf das vorherige Jahr rückwirkende Vergabe durch die Norwegische Akademie der Wissenschaften und deren Fonds des Abelpreises.
Mit der Auszeichnung werden Forscher unter 45 Jahren aus Entwicklungsländern geehrt, die sich auf wissenschaftlichem Gebiet besonders für ihr Land eingesetzt oder um dieses verdient gemacht haben. Der Preisträger – von dem man im Zuge der Zeremonie eine Vorlesung erwartet – wird von einem fünfköpfigen Wissenschaftlerkomitee ermittelt, dessen Nominierung zuvor in Kooperation mit der Internationalen Mathematischen Union erfolgt.

## Preisträger
- 2005: Marcelo Viana, Brasilien
- 2006: Ramdorai Sujatha, Indien
- 2007: Jorge Lauret, Argentinien
- 2008: Enrique Pujals, Brasilien/Argentinien
- 2009: Ernesto Lupercio, Mexiko
- 2010: Yuguang Shi, Volksrepublik China
- 2011: Philibert Nang, Gabun
- 2012: Fernando Codá Marques, Brasilien
- 2013: Ye Tian, Volksrepublik China
- 2014: Miguel Walsh, Argentinien
- 2015: Amalendu Krishna, Indien
- 2016: Chenyang Xu, Volksrepublik China
- 2017: Eduardo Teixeira, Brasilien
- 2018: Ritabrata Munshi, Indien
- 2019: Hoàng Hiệp Phạm, Vietnam
- 2020: Carolina Araujo, Brasilien
- 2021: Neena Gupta, Indien
- 2022: Mouhamed Moustapha Fall, Senegal
- 2024: Ruochuan Liu, China